# رابرت بیگس
رابرت بیگس (انگلیسی: Robert Buigues؛ زادهٔ ۹ مهٔ ۱۹۵۰) بازیکن فوتبال اهل فرانسه است.
از باشگاه‌هایی که در آن بازی کرده‌است می‌توان به باشگاه فوتبال المپیک مارسی، باشگاه فوتبال باستیا، باشگاه فوتبال آژاکسیو، و باشگاه فوتبال بوردو اشاره کرد.